# Справедлива торгівля
Справедлива торгівля (англ. Fair trade) - організований громадський рух, що відстоює справедливі стандарти міжнародного трудового, екологічного та соціального регулювання, а також суспільну політику щодо маркованих і не маркованих товарів, від ремісничих виробів до сільськогосподарських продуктів. Зокрема, цей рух звертає особливу увагу на експорт товарів з країн які тільки почали розвиток у вже розвинені країни.
Часта тема при обговоренні справедливої торгівлі - критика чинної організації міжнародної торгівлі як «несправедливої». Захисники принципів справедливої торгівлі стверджують, що коливання цін на товари не гарантують прожиткового мінімуму багатьом виробникам у країнах, що розвиваються, змушуючи їх брати позики за вкрай невигідними умовами. Прихильники справедливої торгівлі також вважають, що ринкові ціни не відображають справжньої вартості виробництва, яка повинна включати і екологічні, і соціальні компоненти вартості.
Справедлива торгівля покликана звернутися до вирішення цих проблем за допомогою встановлення альтернативної системи торгівлі «етичними» товарами, що сприяє економічному розвитку та пропонує кращі торгові умови для виробників і робітників у країнах, що розвиваються.
Справедливу торгівлю часто позиціонують як альтернативу або заміну вільної торгівлі.
Друга субота травня є міжнародним Днем справедливої торгівлі. В цей день у багатьох країнах Європи та Північної Америки проходять різні акції та заходи, які закликають звернути увагу на громадський рух і розповісти про його мету.

## Історія

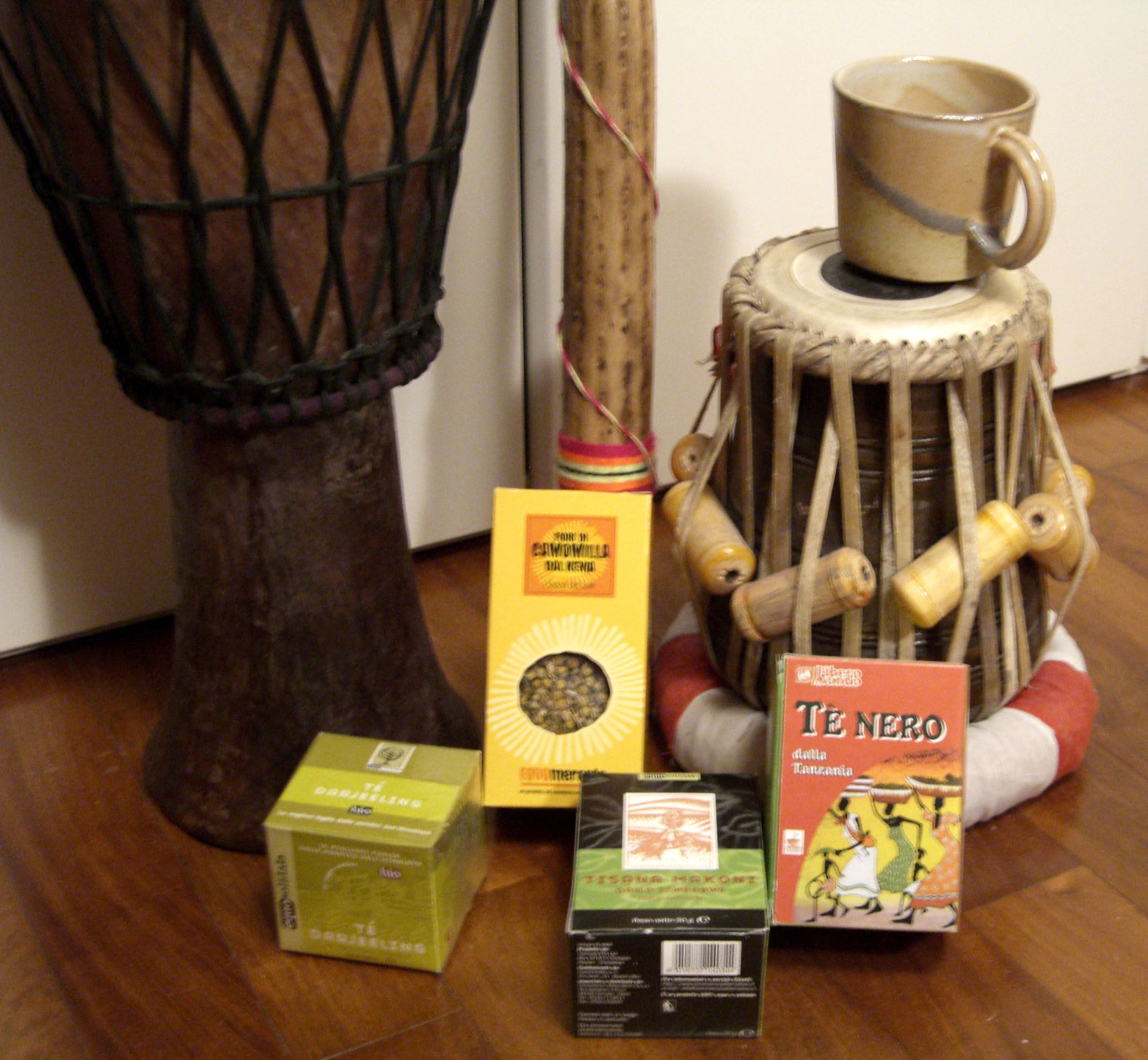
Товари справедливої торгівлі

Перші спроби комерційного використання товарів справедливої торгівлі на ринках країн північної півкулі були зроблені в 1940-х і 1950-х роках релігійними групами і різними неурядовими організаціями політичного спрямування. «Десять тисяч сіл» (англ. Ten Thousand Villages) - недержавна організація у складі менонітського центрального комітету - і SERRV International стали першими (в 1946 і 1949 роках відповідно), хто почав розвивати системи постачання товарів справедливої торгівлі. Вся продукція була виключно ручної роботи, від виробів з джуту до вишивки хрестиком, і продавалася в основному в церквах і на ярмарках. Сам по собі товар часто виконував лише символічну функцію підтвердження зробленої пожертви.

### Солідарна торгівля
Рух за справедливу торгівлю в його сучасному вигляді сформувався в Європі в 1960-і роки. В той період справедлива торгівля часто сприймалася як форма політичної опозиції неоімперіалізму: почалися виступи радикальних студентських рухів проти транснаціональних корпорацій, з'явилися критичні вислови, які стверджують, що традиційні моделі ведення бізнесу непридатні. В 1968 році девіз - «Торгівля, а не допомога» («Trade not Aid») - отримав міжнародне визнання завдяки Конференції ООН з торгівлі та розвитку, яка з його допомогою підкреслювала необхідність встановлення справедливих торговельних відносин з країнами, що розвиваються.
1965-й рік ознаменувався створенням першої альтернативної торговельної організації (АТО): британська недержавна організація Oxfam запустила програму «Допомагаємо, продаючи» («Helping-by-Selling»), в рамках якої імпортні вироби ручної роботи продавалися через мережу магазинів «Oxfam» у Великій Британії та за каталогам «товари поштою».
У 1969 перший спеціалізований магазин з продажу товарів Справедливої Торгівлі - Worldshop - відкрився в Нідерландах. Ініціатива мала на меті привнести принципи справедливої торгівлі в сектор роздрібних продажів шляхом продажу виключно тих товарів, які були вироблені в умовах справедливої торгівлі в країнах, що розвиваються. Перший магазин працював на волонтерських засадах, але був настільки успішний, що незабаром з'явилися десятки таких магазинів в багатьох країнах Західної Європи.
Протягом 1960-х і 1970-х важливою частиною роботи руху Справедливої Торгівлі були пошуки ринків збуту для продукції країн, які були виключені з основних торговельних каналів з політичних причин. Тисячі волонтерів продавали каву з Анголи і Нікарагуа в багатьох магазинах worldshop, на задвірках церков, в своїх власних будинках, в громадських місцях, використовуючи товар як спосіб донести заклик: дайте виробникам країн, що розвиваються, такий самий шанс на світовому ринку. Рух альтернативної торгівлі розквіт, нехай навіть не в сенсі обсягу продажів, а в тому, що були відкриті десятки АТО по обидві сторони Атлантики, безліч worldshop, було проведено безліч добре організованих акцій і кампаній, спрямованих проти експлуатації, на підтримку права мати рівний доступ до світових ринків і покупців.
У 1989 році була створена Міжнародна Асоціація Справедливої Торгівлі.

### Ремісниче виробництво на противагу сільськогосподарським товарам
На початку 1980-х головною проблемою, з якою зіткнулися Альтернативні Торговельні Організації, було те, що деякі товари почали виходити з моди, попит перестав рости і деякі ремісничі продукти дістали вигляд «втомлених і старомодних» на ринку. Спад на ринку ремісничих товарів змусив прихильників справедливої торгівлі переосмислити їх бізнес-модель і цілі. Крім того, прихильників справедливої торгівлі в цей період все більш хвилював вплив падіння цін на сільськогосподарську продукцію бідних виробників. Багато людей тоді вирішили, що обов'язок руху -- боротися з цією проблемою і шукати інноваційні методи для того, щоб відреагувати на кризу, яка наближається в цій галузі.
У наступні роки сільськогосподарські товари грали важливу роль в зростанні багатьох АТО: успішні на ринку, вони були затребуваним, поновлюваним джерелом доходів для виробників і служили чудовим доповненням ремісничої продукції для АТО. Першою сільськогосподарською продукцією в Справедливої Торгівлі були чай і кава, незабаром з'явились сухофрукти, какао, цукор, фруктові соки, рис, спеції і горіхи. Якщо в 1992 році 80% відсотків обороту становила реміснича продукція, а 20% - сільськогосподарська, то в 2002 році співвідношення становило 25,4% і 69,4% відповідно.

### Підйом ініціатив маркування
Продажі товарів справедливої торгівлі по-справжньому зросли тільки тоді, коли з'явилася перша ініціатива сертифікації цієї продукції. Хоча Справедлива Торгівля і підтримувалася на плаву обсягами продажів, що стрімко зростали, збут йшов у відносно маленьких магазинчиках -- worldshop -- розкиданих по Європі і, меншою мірою, Північній Америці. Дехто відчував, що ці магазинчики відірвані від стилю життя сучасних розвинутих суспільств. Незручність, пов'язана з тим, що по продукти одного або двох видів необхідно ходити в окремий магазин, виявилась обтяжливою навіть для найбільш відданих покупців. Єдиним способом збільшити можливості продажів, було пропонувати товари Справедливої Торгівлі там, де зазвичай відбуваються покупки -- у великих торгових мережах. Суть проблеми була така -- як, розширивши збут, не змушувати покупців просто приймати на віру справедливе походження того чи іншого товару.
Рішення було знайдено в 1988, коли з'явилася перша ініціатива сертифікації товарів Справедливої Торгівлі -- організація Max Havelaar, створена в Нідерландах за ініціативи Nico Roozen, Frans Van Der Hoff і голландської недержавної організації Solidaridad. Незалежна сертифікація дозволяла, щоб товари продавалися поза спеціалізованими магазинами Справедливої Торгівлі -- в звичайних роздрібних мережах. Це давало можливість продукції досягнути більшого числа покупців. Маркування ж дозволяло покупцям і агентам з продажу відслідковувати походження товару, щоб бути впевненими в тому, що товар приносить вигоду виробникові в самому кінці ланцюга постачання.
Ідею підхопили: у наступні роки аналогічні некомерційні організації з'явилися в інших Європейських країнах і Північній Америці. У 1997 подібність між цими організаціями призвела до створення Міжнародної Організації Маркування Справедливої Торгівлі - FLO (англ. Fairtrade Labelling Organizations International). FLO - це організація-парасолька. Її завдання: випускати стандарти, підтримувати, інспектувати і сертифікувати обділених виробників, узгоджувати послання Справедливої Торгівлі всередині руху.
У 2002 FLO випустило знак International Fairtrade Certification. Його мета -- зробити знак більш помітним на полицях супермаркетів, спростити міжнародну торгівлю і спростити процедури як для виробників, так і для імпортерів. На цей момент, такий знак сертифікації використовується більш як у 50 країнах і на сотнях різних продуктів.

### Справедлива Торгівля сьогодні
Обсяг продажів злетів в останнє десятиліття. Особливо помітно ріст серед маркованої продукції: у 2007 обсяг цих продажів склав 2,3 мільярда євро -- 47% приріст порівняно з попереднім роком. Станом на грудень 2007, 632 виробники в 58 країнах, що розвиваються, отримали сертифікат справедливої торгівлі від FLO-CERT.

## Справедлива торгівля і політика

### Євросоюз
Ще в 1994 Європейська комісія підготувала «Меморандум про альтернативну торгівлю», в якому оголошувала про підтримку і посилення Справедливої торгівлі на Півдні та Півночі, а також намір організувати робочу групу по Справедливій торгівлі при Європейській комісії. Більш того, в той самий рік Європейський парламент ухвалив «Резолюцію про підтримку справедливості та солідарності в торгівлі Півночі і Півдня» (OJ C 44, 14.2.1994), що виражає свою підтримку Справедливої торгівлі.
В 1996 Економічний і Соціальний Комітет прийняв «Думку про Європейський рух Справедливої Торгівлі». Роком пізніше за цим документом пішла резолюція, прийнята Європарламентом, котра закликає Єврокомісію підтримати операторів Справедливої Торгівлі, які торгують бананами. В цей же рік Європейська комісія опублікувала огляд «Ставлення покупців Євросоюзу до бананів Справедливої Торгівлі», який виніс висновок, що банани Справедливої Торгівлі будуть комерційно життєздатні в багатьох членах Євросоюзу.
У 1998 Європарламент прийняв «Резолюцію по Справедливій Торгівлі» (OJ C 226/73, 20.07.1998), після якої було прийнято Європейською Комісією "Communication from the Commission to the Council on« Fair Trade »COM (1999) 619 final, 29.11. 1999.
У 2000 громадські установи Європи стали купувати сертифіковані Справедливої Торгівлею каву і чай. В цей самий рік Cotonou Agreement зробило особливе звернення щодо розвитку «Справедливої Торгівлі» у статті 23 g) і в компедіум. Європарламент і Консульська Директива 2000/36 / EC також пропонують просування «Справедливої торгівлі».
У 2001 і 2002 в декількох документах Євросоюзу явно згадували про Справедливу Торгівлю. Найбільш примітні -- Зелений Документ 2001-го року про Громадську Відповідальность Корпорацій і Нарада з Торгівлі та Розвитку 2002-го року.
У 2004 Євросоюз ухвалив документ «Сільськогосподарський Товарний Ланцюг, Залежність і Бідність - передбачуваний план дії Євросоюзу», що містить особливу згадку про Справедливу Торгівлю як про рух «який започаткував тенденцію до більш соціально-економічно справедливої торгівлі» (COM (2004) 0089).
В 2005 році на нараді Європейської комісії «Узгодженість стратегій для розвитку -- прискорення прогресу в напрямку досягнення цілей тисячоліття» (COM (2005) 134 final, 12.04.2005) Справедлива Торгівля була згадана як «інструмент для скорочення бідності та сталого розвитку» [11].
У підсумку, 6-го липня 2006 Європарламент одноголосно прийняв резолюцію по Справедливій Торгівлі, визнавши успіхи, досягнуті рухом, запропонувавши всеєвропейську стратегію по Справедливій Торгівлі, визначивши критерії, які повинні виконуватися під знаком Справедливої Торгівлі, щоб захистити її від неправомірного використання та закликавши до більшої підтримки Справедливої Торгівлі (резолюція «Fair Trade and development», 6 липня 2006). «Ця резолюція стала наслідком приголомшливого зростання Справедливої Торгівлі, вона демонструє зростання інтересу європейських споживачів до відповідального здійснення покупок» -- сказав член Європарламенту від партії Зелених Frithjof Schmidt під час пленарних дебатів. Пітер Мандельсон, спеціальний уповноважений Євросоюзу щодо зовнішньої торгівлі, повідомив, що резолюція отримає схвалення в Європейській комісії. «Справедлива Торгівля змушує покупців думати, і це найбільш значимо. Нам необхідна узгоджена стратегія, і ця резолюція нам допоможе» .

### Бельгія
Бельгійські законодавці обговорювали в 2006 році можливі законопроєкти по Справедливій Торгівлі. У січні 2008 року законодавці запропонували можливі тлумачення і три пропозиції були обговорені. Однак консенсусу досі не досягли.

### Франція
В 2005 член Французького парламенту Ентоні Херц уклав доповідь про «40 можливостей підтримки розвитку Справедливої Торгівлі». В тому ж році вийшов закон, що передбачає формування комісії, і сертифікацію організації Справедливої Торгівлі.
Паралельно законодавчій діяльності в 2006 році французький відділ ISO після п'яти років обговорення ухвалив довідковий документ по Справедливій Торгівлі.

### Італія
В 2006 італійські законодавці почали дебати про законопроєкти, що стосуються Справедливої Торгівлі. Процес консультацій, що охоплює широке коло зацікавлених сторін, було запущено на початку жовтня. Значною мірою було вироблено загальне тлумачення Справедливої Торгівлі. Однак законодавчий проєкт був призупинений через політичну кризу 2008 року.

### Нідерланди
В 2007 році Дув Егбертс, постачальник кави, подав судовий позов на провінцію Гюрінгем у зв'язку з вимогами до постачальника відповідати критеріям Справедливої Торгівлі: зокрема, виплачувати виробникам мінімальну вартість і надбавку на розвиток. Douwe Egberts, який продає безліч кавових марок, керуючись власними етичними міркуваннями, визнав ці вимоги дискримінаційними. Після кількох місяців тяганини перемогла провінція Гронінген. Coen de Ruiter; директор Max Havelaar Foundation назвав цю перемогу показовою подією: «Вона дає державним інститутам свободу в їхній стратегії закупівель вимагати від постачальників кави відповідати критеріям Справедливої Торгівлі.

### Велика Британія

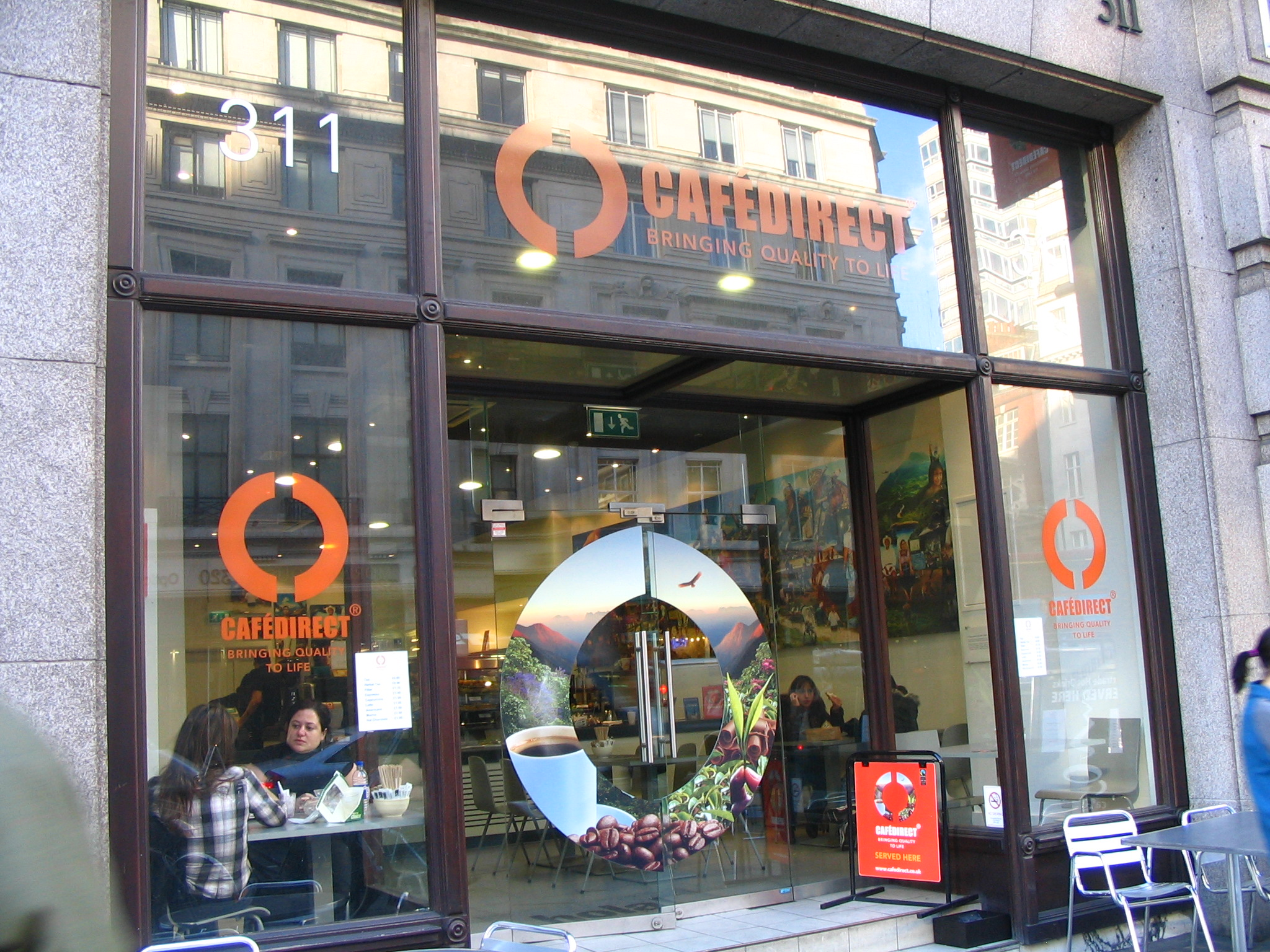
Магазин на центральній вулиці Лондона.

У 2007 році шотландський і валлійський уряди активно намагалися стати «першими країнами світу зі справедливою торгівлею». В Уельсі таку програму було запущено в 2004 році Національною Асамблеєю Уельсу. В Шотландії Перший Міністр Джек Мак Коннел запевняв, що Шотландія має намір стати «Нацією Справедливої Торгівлі».
У червні 2007 року парламентський комітет опублікував звіт «Справедлива Торгівля і розвиток», виступивши з критикою уряду «який не надає адекватної підтримки Справедливій Торгівлі, незважаючи на запевнення, що має намір допомогти бідним країнам вирватися з убогості».
У звіті комітету досліджували ряд етичних торгових схем, суть полягала в тому, що Справедлива Торгівля -- це «золотий стандарт в торгових відносинах з виробником». У звіті пролунали заклики надавати більшу підтримку організаціям справедливої торгівлі як усередині країни, так і за кордоном, а також рекомендувано покласти відповідальність за справедливу торгівлю на державних чиновників високого рангу. Звіт також пропонував почати дослідження можливості маркування, яке змусило б постачальників вказувати, скільки вони платять фермерам і робітникам в країнах, що розвиваються, за кожен конкретний продукт.